# Peso filipino
O peso filipino (Símbolo: ₱) é a moeda corrente usada nas Filipinas. O seu código ISO é PHP. Subdivide-se em 100 centavos.
Foi trazida pela invasão espanhola nas ilhas, na época comandadas por Portugal.

## Moedas

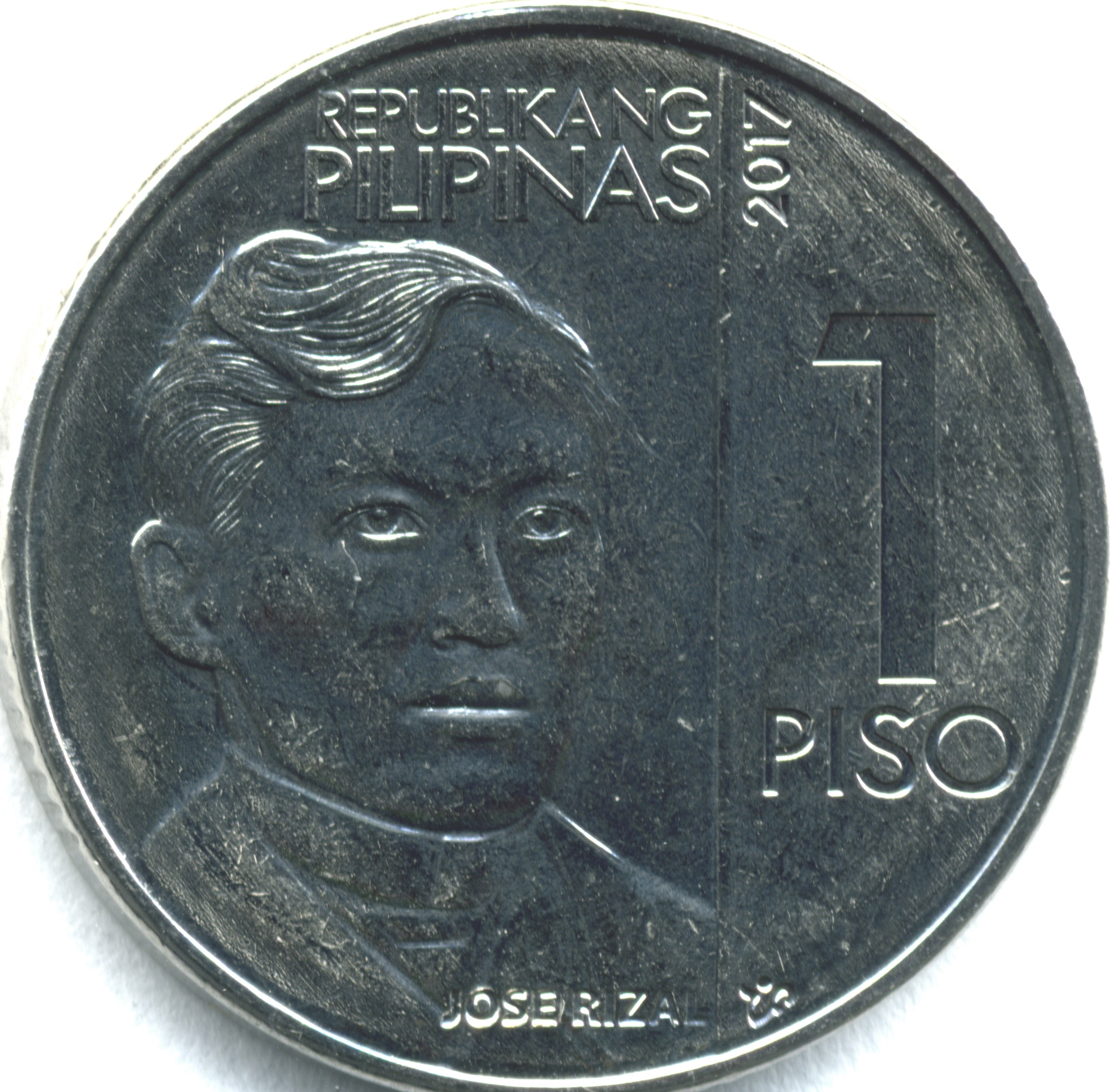
Moeda de 1 peso
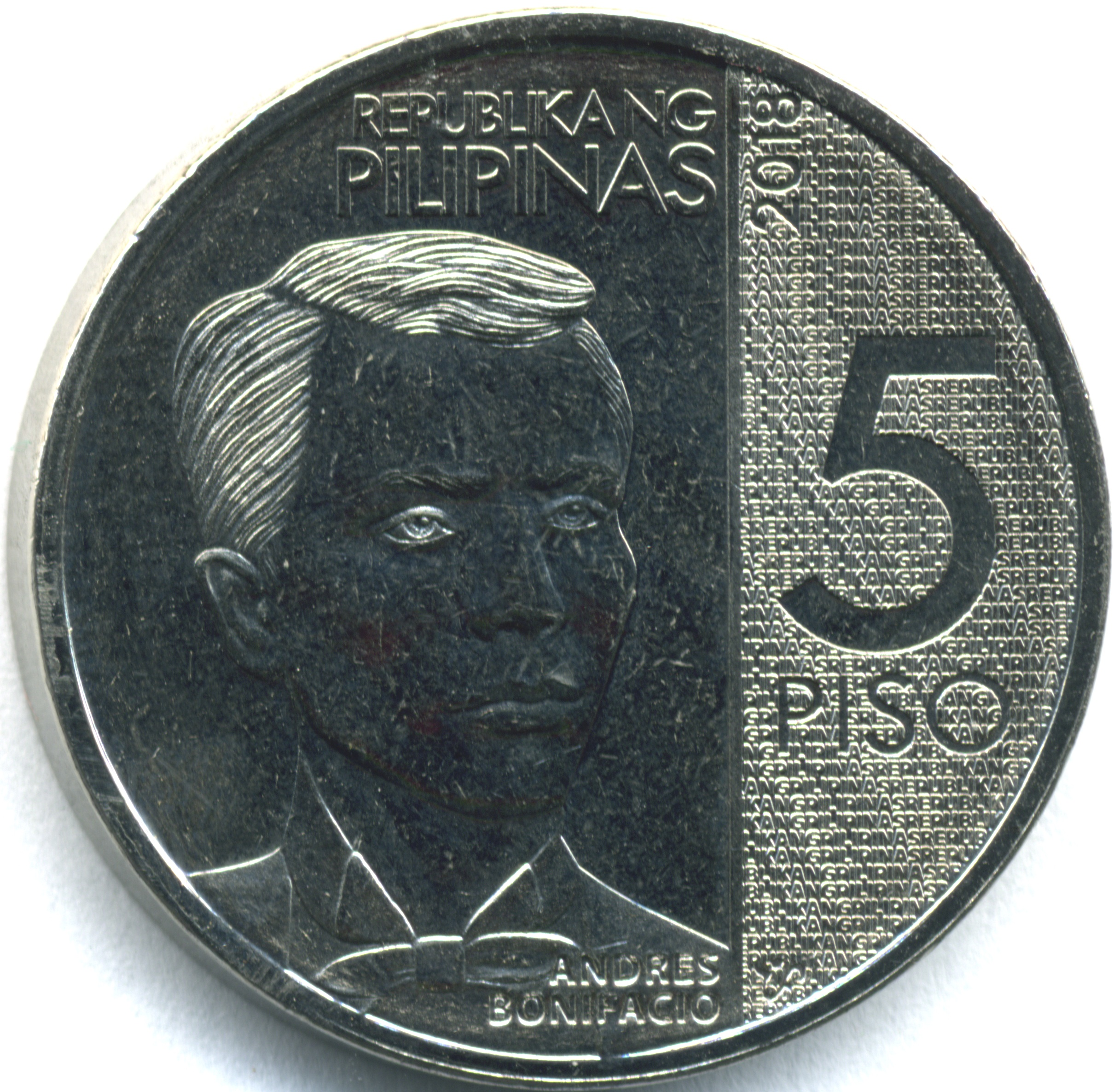
Moeda de 5 pesos
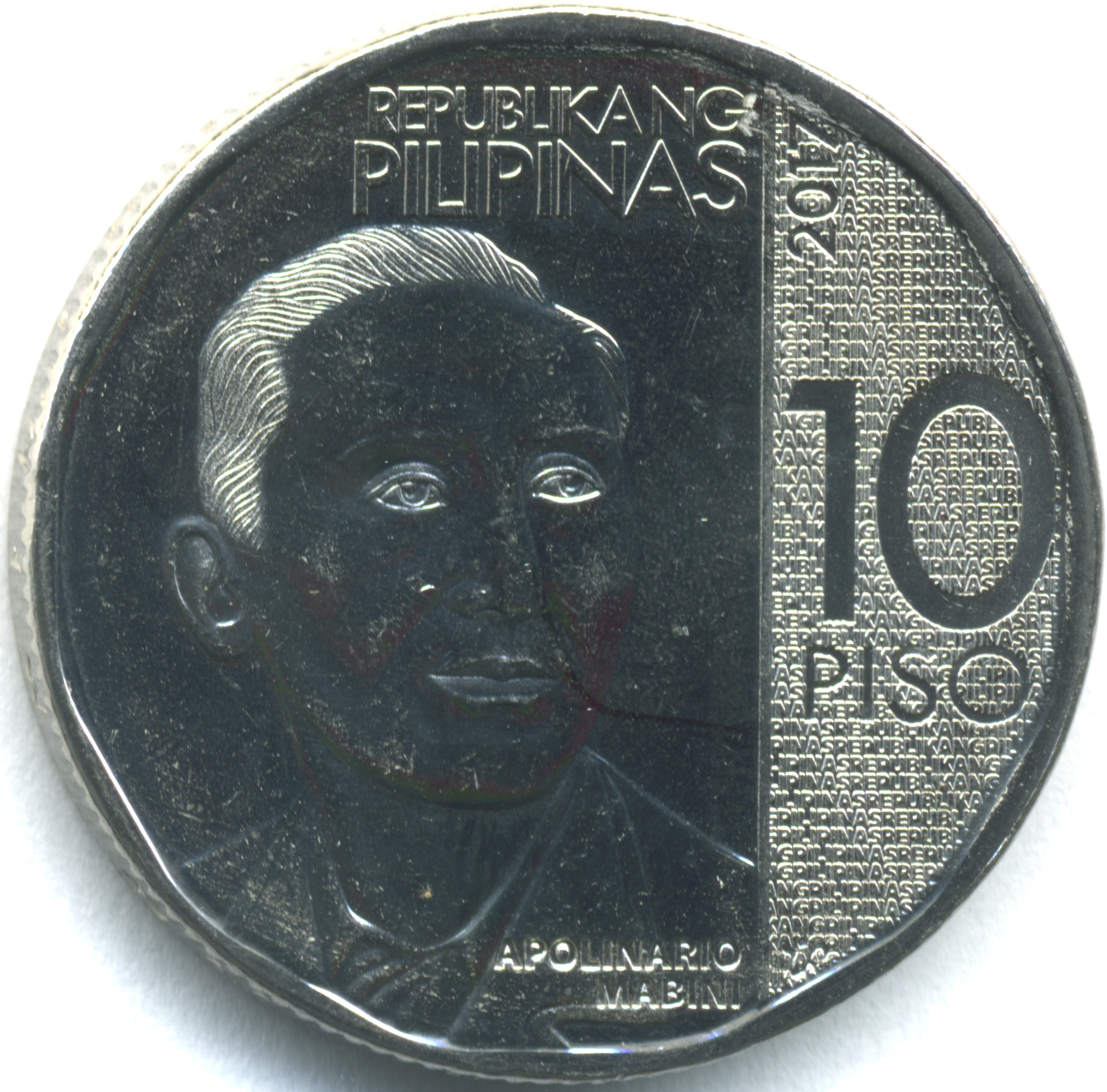
Moeda de 10 pesos
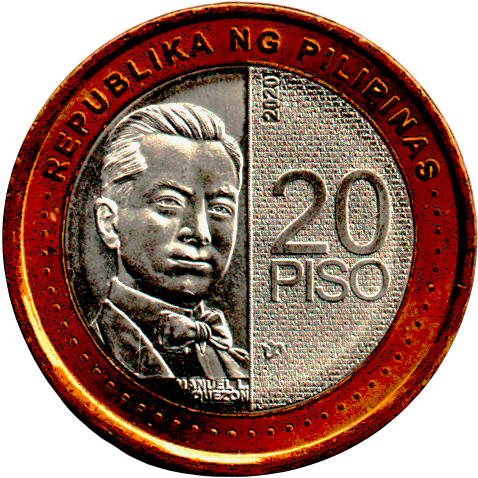
Moeda de 20 pesos